# Hydrogenšťavelan sodný
Hydrogenšťavelan sodný je sůl kyseliny šťavelové se vzorcem HOOCCOO−Na+, patřící mezi hydrogenšťavelany.

## Vlastnosti

### Tvorba hydrátu
Hydrogenšťavelan sodný se vyskytuje v bezvodé podobě či jako monohydrát (HOOCCOO−Na+·H2O); v obou případech jde o bezbarvé pevné látky.
Monohydrát lze získat odpařením sloučeniny z roztoku za pokojové teploty.
Krystaly NaHC2O4·H2O jsou trojklonné, s mřížkovými konstantami a = 650,3 pm, b = 667,3 pm, c = 569,8 pm, α = 85,04°, β = 110,00°, γ = 105,02° a Z = 2. Hydrogenšťavelanové ionty jsou svými konci propojeny do řetězců vodíkových vazeb (o délce 257,1 pm). Řetězce jsou překřížené a vytváří vrstvy vazeb O–H···O s molekulami vody (280,8 pm, 282,6 pm) a iontovými vazbami Na+···O. Hydrogenšťavelanové skupiny nejsou rovinné, vykazují pootočení kolem vazeb C–C o 12,9°.

### Reakce
Po zahřátí se hydrogenšťavelan sodný mění na kyselinu šťavelovou a šťavelan sodný, přičemž šťavelan se dále rozkládá na uhličitan sodný a oxid uhelnatý.
2 NaHC2O4 → Na2C2O4 + H2C2O4
Na2C2O4 → Na2CO3 + CO

## Toxicita
Nebezpečí spojená s touto sloučeninou jsou způsobena převážně její kyselostí a vlastnostmi šťavelové a dalších šťavelanů a hydrogenšťavelanů, projevují se po pozření nebo absorpci kůží. K následkům patří nekróza tkání kvůli chelataci vápenatých iontů a tvorba nerozpustného šťavelanu vápenatého v ledvinách, kde poté může dojít k ucpání ledvinových kanálků.